# Bjuvs distrikt
Bjuvs distrikt är ett distrikt i Bjuvs kommun och Skåne län.
Området ligger i och omkring Bjuv.

## Tidigare administrativ tillhörighet
Distriktet inrättades 2016 och utgörs av området som Bjuvs köping omfattade till 1971 och som före 1946 utgjorts av Bjuvs socken.
Området motsvarar den omfattning Bjuvs församling hade 1999/2000.